# Port del Cantó
El Port de Cantó, Coll del Cantó o Coll de la Pedra del Cantó, és una collada o port de muntanya situada a 1.718,4 metres d'altitud situat al límit dels termes municipals de Soriguera, de la comarca del Pallars Sobirà i de Montferrer i Castellbò, de la comarca de l'Alt Urgell
Està situat en el punt quilomètric 260 de la carretera N-260.
És a la carena que enllaça la Serra Seca, al nord, amb el Serrat de Pratprimer, al sud.
És un dels ports catalans que amb més facilitat presenta dificultats per circular a les èpoques fredes, ja que es cobreix de neu amb molta freqüència, cosa que fa que els mitjans de transport públics, i privats, tinguin prohibida la circulació en alguns moments de l'any.
S'havia anomenat Coll de la Pedra del Cantó per una pedra dreta que hi havia hagut en el punt culminant del port, d'uns 2 metres d'alçada i que recordava a una forma humana i que ha estat identificada com un menhir. A mitjans del segle XX va ser destruït per uns desconeguts. N'hi ha alguna imatge en blanc i negre de l'any 2014, que es conserva a l'Institut Amatller d'Art Hispànic, dins de l'Arxiu Mas. Amb motiu del 20 aniversari de la creació de la línia de transport públic a la demanda "Passem el Cantó" es va voler col·locar una pedra semblant en el mateix indret.
El port del Cantó va ser escenari de les operacions delictives dels bandolers pallaresos del segle XIX Lliser d'Arcalís, Meco de Tírvia o Llosanca de la Ribera d'Urgellet.

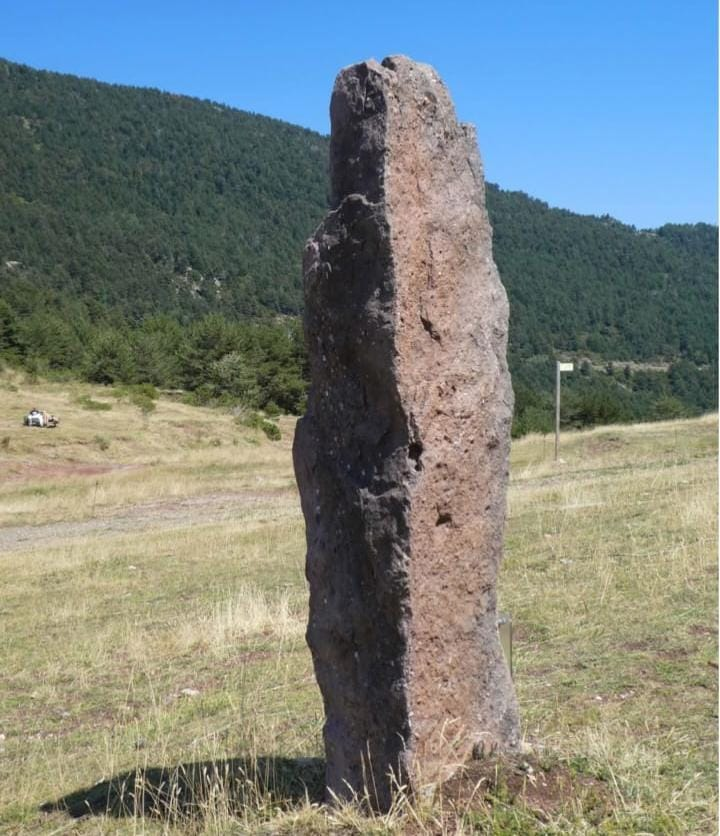
pedra del port del Cantó que substitueix a la que hi havia hagut

### Esport
El dia 10 de juny del 2020 el corredor de muntanya català Abel Carretero, establert a Vilamur, en el marc d'un repte personal, hi va pujar corrent per la carretera des de la localitat de Sort, completant tot el recorregut de pujada amb un temps total d'1 hora, 25 minuts i 24 segons.